# Wilfried Reckewitz
Wilfried Reckewitz (* 29. August 1925 in Barmen; † 13. Februar 1991 in Wuppertal-Barmen) war ein deutscher Maler, Graphiker und Glaskünstler.

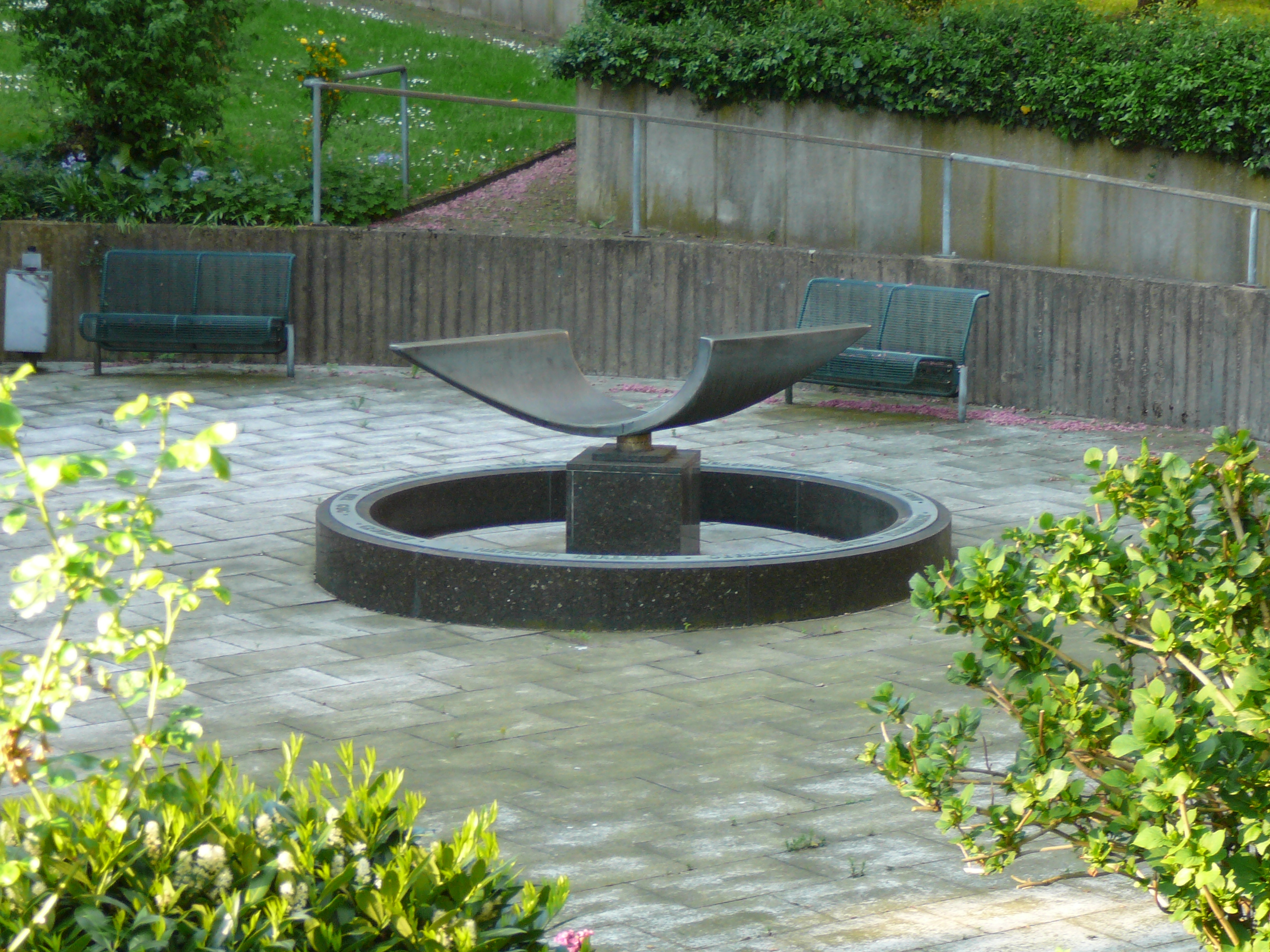
Brunnen in Wuppertal, 1986 von Wilfried Reckewitz gestaltet

## Leben
Wilfried Reckewitz besuchte 1942 die Meisterschule für das gestaltende Handwerk in Wuppertal-Barmen und studierte 1945 an der Staatlichen Kunstakademie in Düsseldorf bei den Professoren Werner Heuser, Ewald Mataré, Otto Pankok und Otto Coester. Seine erste Ausstellung mit dem Namen „Junge Ernte“ fand 1946 in der Kunsthalle Düsseldorf statt.
Am 15. November 1949 trat er dem 1946 gegründeten Ring bergischer Künstler (RBK) bei. Er erhielt 1951 den Dr. Ludwig Lindner-Preis für Malerei der Gruppe RBK, 1957 heiratete er. Ab Ende der 1950er Jahre widmete er sein Schaffen hauptsächlich der Glaskunst, seine Glasskulpturen wurden unter anderem von dem Corning Museum of Glass in New York erworben.
1958 war Reckewitz Mitinitiator der Ausstellung Polen-Deutschland. 1964 erhielt er gemeinsam mit der Literaturwissenschaftlerin  Gertrud Höhler den Von der Heydt-Förderpreis. Sein Werk zeigt eine große Vielfältigkeit, so entwarf er Wandbilder, Tür- und Fensteranlagen, Brunnen und Skulpturen. Für die Wuppertaler Bühnen gestaltete er Bühnenbilder und Kostüme sowie Plakate für Sendereihen und Filmproduktionen des Westdeutschen Rundfunks. Er gestaltete das Glas  und Teile des Innendesigns der Kreuzfahrtschiffe MS Sunward II, MS Starward Norwegian und der SS Norway (vormals MS France).
Zum 60. Geburtstag fand eine Retrospektive seines Schaffens in der Galerie Schaumann statt.
Sein Sohn ist der Autor und Verlagslektor Marcus Reckewitz (* 1958).